# تالاملو
تالاملو (به ایتالیایی: Talamello) یک کومونه در ایتالیا است که در استان ریمینی واقع شده‌است. تالاملو ۱۰٫۵ کیلومتر مربع مساحت و ۱٬۱۳۹ نفر جمعیت دارد و ۳۸۶ متر بالاتر از سطح دریا واقع شده‌است.